# Captologia
La captologia è lo studio dei computer come tecnologie persuasive. Questa recente area d'indagine esplora lo spazio di confine tra persuasione (influenza, motivazione, cambio di comportamento e così via) e tecnologia del computer.
Ciò comprende la progettazione, la ricerca e l'analisi dei prodotti informatici interattivi, come il Web, il software per computer, apparecchi specializzati, etc., creati allo scopo di cambiare gli atteggiamenti o i comportamenti delle persone.

## Nascita del termine
Brian Jeffrey Fogg (1963), direttore del Laboratorio di Tecnologia Persuasiva della Stanford University (successivamente diventato Behavior Design Lab), ha coniato il termine "Captologia" nel 1996, derivandolo dall'acronimo CAPT: Computers As Persuasive Technologies  (computer come tecnologie persuasive). Nel 2005 ha però smesso di usare questo termine.

## Teoria
Nel 2003 ha pubblicato il volume "Tecnologia della persuasione. Un'introduzione alla captologia, la disciplina che studia l'uso dei computer per influenzare idee e comportamenti".
La captologia studia i computer (le tecnologie) sotto tre punti di vista:
- Computer come strumenti
- Computer come media
- Computer come attori sociali

Fogg dedica grande attenzione al concetto di credibilità. La credibilità di una tecnologia può essere:
- superficiale
- presunta
- stimata
- guadagnata

La persuasione ad opera delle tecnologie avviene in base ad un'intenzione persuasiva in fase di progettazione della tecnologia stessa. Data l'importanza dell'intenzione persuasiva, Fogg dedica nel suo primo testo sulla Captologia uno spazio all'etica che ogni progettista, e di conseguenza ogni tecnologia persuasiva dovrebbe avere.
Le tecnologie persuasive si possono descrivere con un modello, presentato in un famoso paper di Fogg. Secondo questo modello, perché una persona sia persuasa a fare qualcosa, devono essere messi in atto contemporaneamente tre fattori:
- una motivazione: ci sono tre principali gruppi di motivatori che spingono le persone ad agire in un certo modo: piacere/dolore, speranza/paura, accettazione/rifiuto.
- una capacità: ci sono sei fattori di semplicità che abilitano le persone ad agire in un certo modo: tempo, denaro, sforzo fisico, sforzo cerebrale, devianza sociale, non-routine.
- un innesco (trigger): ci sono tre tipi di "bottoni": motivanti, facilitanti, segnalanti.

Il modello si può riassumere con l'equazione B = MAT, ovvero Behavior = Motivation x Ability x Trigger.
B. J. Fogg individua 42 principi captologici, per mezzo dei quali le tecnologie attuano la persuasione (a cambiare atteggiamento o comportamento, oppure ad indurre nuovi atteggiamenti e comportamenti).
Computer come strumenti di persuasione:
- Principio di riduzione.
- Principio del “tunnel”.
- Principio della personalizzazione su misura.
- Principio del suggerimento.
- Principio dell'automonitoraggio.
- Principio della sorveglianza.
- Principio del condizionamento.

Computer come media persuasivi:
- Principio di causa ed effetto.
- Principio dell'esercizio virtuale.
- Principio della ricompensa virtuale.
- Principio della simulazione in contesti reali.

Computer come attori sociali:
- Principio dell'attrazione.
- Principio della similarità.
- Principio dell'elogio.
- Principio della reciprocità.
- Principio dell'autorevolezza.

Credibilità:
- Principio dell'affidabilità.
- Principio della professionalità.
- Principio della credibilità presunta.
- Principio della credibilità superficiale.
- Principio della credibilità stimata.
- Principio della credibilità guadagnata.
- Principio della (quasi) perfezione.

Credibilità sul web:
- Principio del “senso di realtà”.
- Principio della facile verifica.
- Principio del soddisfacimento.
- Principio della facilità d'uso.
- Principio della customizzazione.
- Principio dell'efficacia alla risposta.

Mobilità e connettività:
- Principio del “kairos”.
- Principio della comodità.
- Principio della semplicità mobile.
- Principio della fedeltà mobile.
- Principio del matrimonio mobile.
- Principio della qualità dell'informazione.
- Principio della facilitazione sociale.
- Principio del confronto sociale.
- Principio dell'influenza sociale.
- Principio dell'apprendimento sociale.
- Principio della competizione.
- Principio della cooperazione.
- Principio del riconoscimento.

Per evitare confusione, si vuol sottolineare l'intenzione etica della Captologia di B.J. Fogg. I principi sono pensati per persuadere l'utente a cambiare atteggiamenti e comportamenti nella direzione di un personale vantaggio, e poi di un vantaggio per la tecnologia stessa.

## Controversie
Nel 2016 un ex-allievo di Fogg, Tristan Harris, dopo una carriera da esperto di etica del design in Google, si licenzia dalla multinazionale per denunciare le tecniche persuasive non trasparenti utilizzate dall'industria tecnologica e il loro impatto sulle relazioni umane e sulla qualità della vita dei cittadini.
In particolare Harris denuncia come le tecnologie più semplici che ormai vengono utilizzate nella vita di tutti i giorni, che spesso vengono descritte e percepite come un cielo blu pieno di opportunità che potrebbero portarti da qualunque parte, in realtà nascondano dietro ogni loro piccola azione un'attività di direzionamento al contrario molto specifica, atta unicamente a catturare l'attenzione delle persone per trarne profitto, cambiando radicalmente il modo in cui ognuno agisce nella sua vita di tutti i giorni, interagisce con gli altri, spende il suo tempo, basilarmente cambiando il suo intero modo di pensare.
Il nome di B. J. Fogg è menzionato in una lettera pubblica dell'Associazione degli psicologi americani che denuncia i rischi della tecnologia persuasiva sulle menti dei bambini come per la dipendenza digitale.